# Canton d'Authume
Le canton d'Authume est une circonscription électorale française du département du Jura.

## Histoire
Un nouveau découpage territorial du Jura entre en vigueur à l'occasion des élections départementales de 2015. Il est défini par le décret du 17 février 2014, en application des lois du 17 mai 2013 (loi organique 2013-402 et loi 2013-403). Les conseillers départementaux sont, à compter de ces élections, élus au scrutin majoritaire binominal mixte. Les électeurs de chaque canton élisent au Conseil départemental, nouvelle appellation du Conseil général, deux membres de sexe différent, qui se présentent en binôme de candidats. Les conseillers départementaux sont élus pour 6 ans au scrutin binominal majoritaire à deux tours, l'accès au second tour nécessitant 12,5 % des inscrits au 1er tour. En outre la totalité des conseillers départementaux est renouvelée. Ce nouveau mode de scrutin nécessite un redécoupage des cantons dont le nombre est divisé par deux avec arrondi à l'unité impaire supérieure si ce nombre n'est pas entier impair, assorti de conditions de seuils minimaux. Dans le Jura, le nombre de cantons passe ainsi de 34 à 17.
Le canton d'Authume est formé de communes des anciens cantons de Rochefort-sur-Nenon (18 communes), de Gendrey (14 communes), de Dole-Nord-Est (1 commune) et de Montmirey-le-Château (13 communes). Le canton est entièrement inclus dans l'arrondissement de Dole. Le bureau centralisateur est situé à Authume.

## Représentation
| Période élective | Période élective | Mandat | Mandat   | Identité         | Nuance | Nuance | Qualité |
| ---------------- | ---------------- | ------ | -------- | ---------------- | ------ | ------ | --- |
| 2015             | 2021             | 2015   | 2021     | Franck David     |        | UDI    | Vétérinaire retraité - Maire de Rainans (1989-2020) 2ème Vice-Président du Conseil départemental                                 |
| 2015             | 2021             | 2015   | 2021     | Sandrine Marion  |        | DVD    | Commerciale |
| 2021             | 2028             | 2021   | en cours | Séverine Calinon |        | DVD    | Première adjointe au maire de Falletans Sixième vice-présidente chargée des affaires générales et des ressources humaines        |
| 2021             | 2028             | 2021   | en cours | Franck David     |        | DVD    | Conseiller sortant Premier vice-président chargé de l'agriculture, de l'environnement et du laboratoire départemental d'analyses |

### Résultats détaillés

#### Élections de mars 2015
À l'issue du 1er tour des élections départementales de 2015, trois binômes sont en ballottage : Franck David et Sandrine Marion (Union de la Droite, 35,15 %), Jessica Da Silva Cunha et Benoit Pouthier (FN, 28,85 %) et Julie Lalorcey et Dominique Troncin (DVG, 21,6 %). Le taux de participation est de 62,54 % (6 096 votants sur 9 748 inscrits) contre 56,35 % au niveau départemental et 50,17 % au niveau national.
Au second tour, Franck David et Sandrine Marion (Union de la Droite) sont élus avec 43 % des suffrages exprimés et un taux de participation de 63,04 % (2 513 voix pour 6 148 votants et 9 753 inscrits).

#### Élections de juin 2021
Le premier tour des élections départementales de 2021 est marqué par un très faible taux de participation (33,26 % au niveau national). Dans le canton d'Authume, ce taux de participation est de 41,46 % (4 102 votants sur 9 894 inscrits) contre 35,65 % au niveau départemental. À l'issue de ce premier tour, deux binômes sont en ballottage : Séverine Calinon et Franck David (DVD, 46,84 %) et Marjorie Moulet et Hervé Prat (binôme écologiste, 28,35 %).
Le second tour des élections est marqué une nouvelle fois par une abstention massive équivalente au premier tour. Les taux de participation sont de 34,36 % au niveau national, 37,47 % dans le département et 42,67 % dans le canton d'Authume. Séverine Calinon et Franck David (DVD) sont élus avec 63,87 % des suffrages exprimés (2 420 voix pour 4 223 votants et 9 896 inscrits),,.

## Composition
Le canton d'Authume comprenait quarante-six communes entières à sa création.
À la suite du décret du 5 mars 2020, la commune de Dampierre est entièrement rattachée au canton de Mont-sous-Vaudrey. Le nombre de communes descend à 45.
| Nom                             | Code Insee | Intercommunalité | Superficie (km2) | Population (dernière pop. légale) | Densité (hab./km2) | Modifier                                    |
| ------------------------------- | ---------- | ---------------- | ---------------- | --------------------------------- | ------------------ | ------------------------------------------- |
| Authume (bureau centralisateur) | 39030      | CA Grand Dole    | 7,52             | 874 (2022)                        | 116                | modifier les données · modifier les données |
| Amange                          | 39008      | CA Grand Dole    | 6,77             | 432 (2022)                        | 64                 | modifier les données · modifier les données |
| Archelange                      | 39014      | CA Grand Dole    | 5,09             | 218 (2022)                        | 43                 | modifier les données · modifier les données |
| Audelange                       | 39024      | CA Grand Dole    | 4,64             | 258 (2022)                        | 56                 | modifier les données · modifier les données |
| Auxange                         | 39031      | CA Grand Dole    | 5,20             | 200 (2022)                        | 38                 | modifier les données · modifier les données |
| Baverans                        | 39042      | CA Grand Dole    | 3,41             | 498 (2022)                        | 146                | modifier les données · modifier les données |
| Biarne                          | 39051      | CA Grand Dole    | 6,21             | 436 (2022)                        | 70                 | modifier les données · modifier les données |
| Brans                           | 39074      | CC Jura Nord     | 8,77             | 199 (2022)                        | 23                 | modifier les données · modifier les données |
| Brevans                         | 39078      | CA Grand Dole    | 3,63             | 683 (2022)                        | 188                | modifier les données · modifier les données |
| Champagney                      | 39096      | CA Grand Dole    | 15,58            | 460 (2022)                        | 30                 | modifier les données · modifier les données |
| Châtenois                       | 39121      | CA Grand Dole    | 8,03             | 412 (2022)                        | 51                 | modifier les données · modifier les données |
| Chevigny                        | 39141      | CA Grand Dole    | 7,67             | 268 (2022)                        | 35                 | modifier les données · modifier les données |
| Dammartin-Marpain               | 39188      | CC Jura Nord     | 11,32            | 343 (2022)                        | 30                 | modifier les données · modifier les données |
| Éclans-Nenon                    | 39205      | CA Grand Dole    | 25,83            | 373 (2022)                        | 14                 | modifier les données · modifier les données |
| Falletans                       | 39220      | CA Grand Dole    | 24,35            | 399 (2022)                        | 16                 | modifier les données · modifier les données |
| Frasne-les-Meulières            | 39238      | CA Grand Dole    | 4,88             | 106 (2022)                        | 22                 | modifier les données · modifier les données |
| Gendrey                         | 39246      | CC Jura Nord     | 13,90            | 438 (2022)                        | 32                 | modifier les données · modifier les données |
| Gredisans                       | 39262      | CA Grand Dole    | 2,37             | 131 (2022)                        | 55                 | modifier les données · modifier les données |
| Jouhe                           | 39270      | CA Grand Dole    | 5,96             | 537 (2022)                        | 90                 | modifier les données · modifier les données |
| Lavangeot                       | 39284      | CA Grand Dole    | 2,41             | 141 (2022)                        | 59                 | modifier les données · modifier les données |
| Lavans-lès-Dole                 | 39285      | CA Grand Dole    | 10,27            | 327 (2022)                        | 32                 | modifier les données · modifier les données |
| Louvatange                      | 39302      | CC Jura Nord     | 3,31             | 110 (2022)                        | 33                 | modifier les données · modifier les données |
| Malange                         | 39308      | CA Grand Dole    | 8,40             | 319 (2022)                        | 38                 | modifier les données · modifier les données |
| Menotey                         | 39323      | CA Grand Dole    | 5,02             | 301 (2022)                        | 60                 | modifier les données · modifier les données |
| Moissey                         | 39335      | CA Grand Dole    | 10,63            | 565 (2022)                        | 53                 | modifier les données · modifier les données |
| Montmirey-la-Ville              | 39360      | CC Jura Nord     | 3,93             | 170 (2022)                        | 43                 | modifier les données · modifier les données |
| Montmirey-le-Château            | 39361      | CC Jura Nord     | 8,02             | 197 (2022)                        | 25                 | modifier les données · modifier les données |
| Mutigney                        | 39377      | CC Jura Nord     | 8,00             | 175 (2022)                        | 22                 | modifier les données · modifier les données |
| Offlanges                       | 39392      | CC Jura Nord     | 8,73             | 194 (2022)                        | 22                 | modifier les données · modifier les données |
| Ougney                          | 39398      | CC Jura Nord     | 7,08             | 419 (2022)                        | 59                 | modifier les données · modifier les données |
| Pagney                          | 39402      | CC Jura Nord     | 5,99             | 385 (2022)                        | 64                 | modifier les données · modifier les données |
| Peintre                         | 39409      | CA Grand Dole    | 6,34             | 134 (2022)                        | 21                 | modifier les données · modifier les données |
| Pointre                         | 39432      | CA Grand Dole    | 6,54             | 126 (2022)                        | 19                 | modifier les données · modifier les données |
| Rainans                         | 39449      | CA Grand Dole    | 3,67             | 265 (2022)                        | 72                 | modifier les données · modifier les données |
| Rochefort-sur-Nenon             | 39462      | CA Grand Dole    | 10,20            | 692 (2022)                        | 68                 | modifier les données · modifier les données |
| Romain                          | 39464      | CC Jura Nord     | 6,07             | 237 (2022)                        | 39                 | modifier les données · modifier les données |
| Romange                         | 39465      | CA Grand Dole    | 5,49             | 214 (2022)                        | 39                 | modifier les données · modifier les données |
| Rouffange                       | 39469      | CC Jura Nord     | 2,87             | 120 (2022)                        | 42                 | modifier les données · modifier les données |
| Saligney                        | 39499      | CC Jura Nord     | 7,98             | 189 (2022)                        | 24                 | modifier les données · modifier les données |
| Sermange                        | 39513      | CC Jura Nord     | 7,07             | 236 (2022)                        | 33                 | modifier les données · modifier les données |
| Serre-les-Moulières             | 39514      | CC Jura Nord     | 5,67             | 186 (2022)                        | 33                 | modifier les données · modifier les données |
| Taxenne                         | 39527      | CC Jura Nord     | 3,84             | 125 (2022)                        | 33                 | modifier les données · modifier les données |
| Thervay                         | 39528      | CC Jura Nord     | 15,75            | 389 (2022)                        | 25                 | modifier les données · modifier les données |
| Vitreux                         | 39581      | CC Jura Nord     | 7,85             | 255 (2022)                        | 32                 | modifier les données · modifier les données |
| Vriange                         | 39584      | CA Grand Dole    | 5,78             | 162 (2022)                        | 28                 | modifier les données · modifier les données |
| Canton d'Authume                | 3902       |                  | 348,04           | 13 898 (2022)                     | 40                 | modifier les données                        |

## Démographie
En 2022, le canton comptait 13 898 habitants, en évolution de +0,86 % par rapport à 2016 (Jura : −0,81 %, France hors Mayotte : +2,11 %).
| 2013   | 2018   | 2022   |
| ------ | ------ | ------ |
| 13 456 | 13 857 | 13 898 |